# Leptospirose

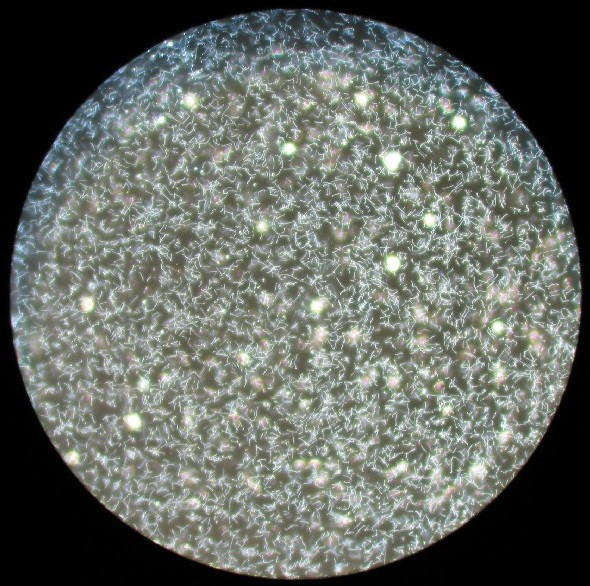
Leptospira 200 maal vergroot met donkerveldmicroscopie

Leptospirose (dat onder meer ook wel rattenziekte, melkerskoorts, modderkoorts of moeraskoorts wordt genoemd) is een zoönose, een infectieziekte die wordt veroorzaakt door een van de pathogene soorten van de Leptospira bacteriën, een geslacht van de dunne, spiraalvormige spirocheten. Een oude benaming voor de ziekte is typhus hepaticus.

## Symptomen
Soms zijn er helemaal geen symptomen, maar symptomen kunnen variëren van licht, zoals hoofdpijn, spierpijn en koorts, tot ernstig, zoals bloeding in de longen of hersenvliesontsteking.
Als de patiënt door de infectie geel wordt en lijdt aan leverfalen, nierfalen en bloedingen, wordt gesproken van de ziekte van Weil.
Is er sprake van hevige bloeding in de longen, dan wordt gesproken van een ernstig pulmonale-hemorragiesyndroom.

## Etymologie
De ziekte van Weil is genoemd naar Adolf Weil, een Duitse internist (1848-1916). De ziekte van Weil wordt ook wel de rattenziekte genoemd, omdat de belangrijkste verspreider de bruine rat is.

## Ziekteverwekkers
In totaal zijn er 22 soorten Leptospira beschreven. 21 van deze soorten worden onderverdeeld in drie groepen: pathogene, opportunistische of intermediaire, en niet-pathogene soorten. De groep van de pathogene bacteriën kan verder verdeeld worden in vier subgroepen (I tot IV). Subgroep I en II omvatten de acht tot tien soorten die ziekte bij mensen kunnen veroorzaken. Tot de intermediaire groep behoren nog vijf soorten die ook milde ziekteverschijnselen kunnen veroorzaken bij mensen. Van de pathogene soorten zijn er ongeveer driehonderd  serotypen beschreven. Door horizontale genoverdracht kunnen deze kenmerken tussen de soorten overgedragen worden, zodat ze niet typerend zijn voor de specifieke soorten.

## Overdracht
De bacteriën kunnen worden overgedragen door besmette dieren, zowel wilde dieren als huisdieren. Meestal zijn het knaagdieren die de ziekte overdragen. De overdracht vindt gewoonlijk plaats door urine van dieren of door water of aarde die dierlijke urine bevat en in contact komt met open wondjes in de menselijke huid, met de ogen of via de slijmvliezen van de mond of de neus. Dus kan een huisdier zoals een hond na het graven in besmette  aarde de ziekte van Weil overdragen aan mensen door een lik in het gezicht of op slijmvliezen. Ook katten kunnen leptospirose krijgen en overdragen.
Melkerskoorts is een leptospirose die wordt overgedragen in contact met runderen.

## Incubatietijd, symptomen, en diagnose
De incubatieperiode van de leptospirosen is 2 tot 30 dagen. Het ziektebeeld wisselt van een nauwelijks merkbare, subklinische (d.w.z. zonder ziekteverschijnselen verlopende) infectie tot een zeer ernstige aandoening (de zogenoemde Ziekte van Weil). 
De ziekte kan gepaard gaan met hoge koorts, nefritis en nierfunctiestoornissen, afwijkingen aan de lever (hepatitis, geelzucht, cirrose (vergroting van de lever, bloedingen door stollingstoornissen), vergroting van de milt, spierpijn (met name in de kuiten), en rode ogen. Volgens het Nederlands Centrum voor Beroepsziekten is de mortaliteit 5-10%.
De diagnose volgt uit bloedonderzoek en wordt gesteld op basis van het aantreffen van antistoffen of bacterieel DNA in het bloed.

## Preventie
Pogingen om de ziekte te voorkomen omvatten beschermende voorzieningen om contact te vermijden met mogelijk besmette dieren, zorgvuldig wassen na zulk contact, en terugdringen van het aantal knaagdieren in gebieden waar mensen wonen en werken. Het antibioticum doxycycline wordt wel gebruikt om infectie onder reizigers te voorkomen, maar de effectiviteit daarvan is onzeker. Er bestaan vaccins voor dieren tegen de meest voorkomende soorten Leptospira die het risico van overdracht op mensen kunnen verminderen.

## Verspreiding
Jaarlijks raken naar schatting zeven tot tien miljoen mensen besmet met de ziekte van Weil. Het is niet duidelijk hoeveel mensen als gevolg hiervan overlijden. De ziekte komt het meest voor in tropische gebieden, maar kan zich overal voordoen. Uitbraken doen zich hoofdzakelijk voor in de ontwikkelingslanden. Vooral de boerenbevolking en arme mensen in de sloppenwijken van de grote steden worden het meest getroffen. In ontwikkelde landen wordt de ziekte het meest aangetroffen bij mensen die zich bezighouden met buitenactiviteiten.
In Nederland komt de ziekte van Weil ook voor, de helft van de bruine ratten blijkt leptospirose bij zich te dragen. Het komt ook wel als beroepsziekte voor bij rioleringswerkers en (muskus)ratbestrijders.
Nederland kampt ook met een stijging van het aantal gevallen, zo werd in 2014 duidelijk en in september 2016 bevestigd. De ziekte is voor het eerst beschreven in 1886 door Weil in Duitsland. Dieren die geïnfecteerd zijn, kunnen geen symptomen, lichte symptomen of ernstige symptomen vertonen. Deze symptomen kunnen verschillen per diersoort. Bij de meeste dieren nestelen de bacteriën zich in de nieren en worden met de urine uitgescheiden. Bij sommige dieren nestelen de Leptospira zich in de voortplantingsorganen, zodat ze worden overgedragen tijdens de paring.
Door de recente stijging van het besmettingsrisico in Nederland en de toename van het aantal gevallen is tevens een nieuw gevaar ontstaan: een verhoogde mortaliteit doordat huisartsen de kennis nog niet in huis hebben tot diagnose te komen, door een gebrek aan herkenning van het ziektebeeld als gevolg van het eerder sporadisch voorkomen van de ziekte van Weil in Nederland.
De ziekte van Weil staat opgenomen in de B-lijst van de Wereldorganisatie voor diergezondheid (OIE), en is een aangifteplichtige ziekte.

## Behandeling
De behandeling van een infectie bestaat uit gebruik van antibiotica. Voor milde vormen van leptospirose zijn vooral amoxicilline en doxycycline aangewezen. Voor ernstige acute gevallen wordt het gebruik van ampicilline, penicilline G en ceftriaxon aanbevolen.
Soms is ook een infuus voor de schade aan lever en nieren of nierdialyse nodig.
Aan de ziekte van Weil en het ernstige pulmonale-hemorragiesyndroom overlijdt jaarlijks meer dan 10% respectievelijk 50% van de patiënten, ondanks behandeling.